# Peeni Henare
Peeni Ereatara Gladwyn Henare, né en 1980, est un homme politique néo-zélandais.

## Biographie

### Origines et débuts
Issu des iwi (tribus) maories Ngati Hine (en) et Ngapuhi, il est le fils d'Erima Henare, un temps président de la Commission de la langue maorie. Son grand-père paternel est Sir James Henare (en), commandant du Bataillon maori (en) durant la fin de la Seconde Guerre mondiale. Son arrière-grand-père est Taurekareka Henare, député conservateur à la Chambre des représentants de Nouvelle-Zélande de 1914 à 1938,,. Il est le cousin de Tau Henare (en), ministre conservateur des Affaires maories (en) de 1996 à 1999. Kelvin Davis, vice-chef du Parti travailliste et ministre des Relations entre la Couronne et les Maoris depuis 2017, est son oncle du côté de sa famille paternelle et son cousin du côté de sa famille maternelle. Shane Jones, ministre du Développement économique régional et ministre des Infrastructures de 2017 à 2020, est un autre de ses oncles.
Père à l'âge de 16 ans,, il co-fonde en 2006 à Whangarei une petite entreprise qui se dissout en 2014.

### Carrière politique
Membre du Parti travailliste, il entre à la Chambre des représentants comme député de la circonscription maorie de Tāmaki Makaurau, qui correspond à la ville d'Auckland, aux élections législatives de 2014. Simple député de l'opposition parlementaire durant la législature 2014-2017, il introduit en 2015 une proposition de loi qui interdirait l'importation en Nouvelle-Zélande de produits issus de l'esclavage. En présentant sa proposition de loi à la Chambre, il souligne que « L'esclavage a été aboli en Grande-Bretagne au 18e siècle, et l'interdiction de l'esclavage est l'un des fondements du droit international contemporain des droits de l'homme. Pourtant, l'esclavage existe toujours en Afrique de l'Ouest, en Asie (en) et en Amérique du Sud ». Le gouvernement estime toutefois qu'une telle loi serait difficilement applicable, et la proposition est rejetée par la majorité parlementaire.
Les travaillistes remportent les élections de 2017 et la nouvelle Première ministre Jacinda Ardern nomme Peeni Henare ministre de la Santé maorie (adjoint au ministre de la Santé David Clark) dans son gouvernement. Il est également ministre de la Jeunesse de 2017 à 2020, et ministre de la Défense civile de juin 2019 à novembre 2020. C'est à cette fonction de responsable de la défense civile, et en concertation avec la Première ministre, qu'il décrète un état d'urgence de mars à mai 2020, en réponse à la pandémie de Covid-19 en Nouvelle-Zélande. Il encourage par ailleurs les Maoris à être vaccinés, le taux de vaccination des Maoris contre la Covid-19 étant inférieur à la moyenne nationale. 
Il espère devenir ministre de la Santé à l'issue des élections de 2020 mais, tout en conservant son portefeuille ministériel à la Santé maorie, en novembre 2020 il est fait ministre de la Défense. Fin 2021, à la demande du gouvernement salomonais et en concertation avec la ministre des Affaires étrangères Nanaia Mahuta, il fait déployer la Force de Défense de Nouvelle-Zélande aux Îles Salomon dans le cadre de la Force d'Assistance internationale aux Îles Salomon avec la Force de Défense australienne, les Forces militaires de la République des Fidji et la Force de Défense de Papouasie-Nouvelle-Guinée, à la suite d'émeutes à Honiara. Avec la Première ministre Jacinda Ardern, il annonce en mai 2022 que les forces armées néo-zélandaises entraîneront des militaires ukrainiens à l'usage de pièces d'artillerie pour les aider à résister à l'invasion de l'Ukraine par la Russie.

### Prises de position
Bien que parlant lui-même couramment le maori, il n'est pas favorable à ce que l'enseignement de cette langue soit obligatoire dans les écoles du pays, car il souhaite qu'elle soit la langue des Maoris plutôt que de tous les Néo-Zélandais.